# Troupe de la Comédie-Italienne en 1697

## Composition de la troupe de laComédie-Italienneen1697
| Acteurs                                  | Actrices                                   |
| ---------------------------------------- | ------------------------------------------ |
| Angelo Constantini, dit Mezzetin         | Catherine Biancolelli, dite Colombine      |
| Jean-Baptiste Constantini, dit Octave    | Angélique Toscano, dite Marinette          |
| Michel-Ange Fracanzani, dit Polichinelle | Spinette                                   |
| Évariste Gherardi, dit Arlequin          | Élisabeth Daneret, dite Babet-la-Chanteuse |
| Jean-Joseph Jératon, dit Pierrot         |                                            |
| Marc-Antoine Romagnesi, dit Cinthio      |                                            |
| Charles Romagnesi, dit Léandre           |                                            |
| Joseph Tortoriti, dit Pascariel          |                                            |

## Source
- Émile Campardon, Les Comédiens du roi de la troupe italienne, Paris, Berger-Levrault et Cie, 1880, vol. I, pp. XXIV-XXV.